# Bound & Gagged (revista)
La revista Bound & Gagged (ISSN 1058-6849) fue publicada por Outbound Press de 1987 a 2005. La revista se dedicó a los intereses de los practicantes de la esclavitud y disciplina gay y proporcionó artículos sobre encuentros reales, encuentros ficticios, técnicas, fantasías e imágenes de  hombres atados y amordazados. Tenía su sede en la ciudad de Nueva York.
Según Bob Wingate, propietario de Outbound Pres y editor de Bound & Gagged:
"Cuando Bound & Gagged apareció por primera vez en escena, prácticamente no había nada más. Drummer publicaba historias y fotos de bondage de vez en cuando, pero no había nada dedicado al bondage en todas sus variadas manifestaciones, desde chicos promedio simplemente esposados y atándose con sogas unos a otros por diversión, hasta estilos de vida completos con rituales de cuero y látex, haciendo uso de los dispositivos restrictivos más elegantes y costosos, por no mencionar todo lo que hay en el medio."
Una colección completa de Bound & Gagged se encuentra en el Museo y Archivos Leather, al igual que la colección de 25 cajas de artículos de Robert W. Davolt, el editor de Bound & Gagged. En 2017 Davolt fue honrado junto con otros personajes notables, nombrados en huellas de botas de bronce, como parte del San Francisco South of Market Leather History Alley.

## Suspensión de operaciones
Bound & Gagged se publicó por primera vez en noviembre de 1987. El fundador fue Bob Wingate. La revista suspendió la publicación inmediatamente después del número 106 en junio de 2005 tras la muerte de Robert W. Davolt, el editor de la revista.